# Жабриця кінська
Жабриця кінська (Seseli hippomarathrum) — вид квіткових рослин родини окружкових (Apiaceae).

## Біоморфологічна характеристика
Це багаторічна рослина 20–50 см заввишки. Стебла вгорі трохи розгалужені, голі. Листки двічі перисторозсічені, з вузьколінійними часточками. Парасольки 5–7 мм у діаметрі, з 10–15 коротко запушеними променями.

## Поширення
Євразія від Німеччини до Західного Сибіру.
В Україні вид зростає на піщаних і вапняково-кам'янистих місцях — у західному Лісостепу Дністром та його притоками, дуже часто; на Поліссі (с. Біличі Києво-Святошинського р-ну), рідко.